# Стюарт Макколл
Е́ндрю Стю́арт Мю́ррей Макко́лл (англ. Andrew Stuart Murray McCall; народився 10 червня 1964; Лідс, Англія) — колишній шотландський футболіст, центральний півзахисник. Захищав кольори національної збірної Шотландії, у складі якої брав участь у чемпіонаті світу 1990 р. та у чемпіонатах Європи 1992, 1996. За свою довгу кар'єру зіграв 763 матчі у різних дивізіонах чемпіонатів Англії та Шотландії, за кількістю яких посідає 12-те місце серед усіх британських футболістів. Наразі займається тренерською діяльністю та очолює клуб Другої футбольної ліги «Бредфорд Сіті».

## Дитинство та юність
Стюарт Макколл народився 10 червня 1964 року в Лідсі, Англія, в шотландській сім'ї Енді, який в минулому був професіональним футболістом, та Джин Макколл. Він був третьою дитиною в родині після сестер Леслі та Джанетт, яким на момент народження Стюарта виповнилось по 20 та 16 років відповідно. Будинок Макколлів знаходився неподалік від стадіону «Лідс Юнайтед» «Елланд Роуд», і хлопчик постійно проводив свій вільний час, спостерігаючи за грою «Юнайтед» та мріючи піти по стопам батька, який свого часу захищав кольори «Лідса». І навіть після того, як родина переїхала до Вертлі, Стюарт продовжував відвідувати матчі улюбленої команди. Макколл виступав за шкільні команди Вертлі та Торнхіллу та навіть забив переможний м'яч у фіналі шкільного турніру, вийшовши на заміну. Також школяр захоплювався настільним тенісом, але футбол для нього завжди залишався на першому місці. Він був капітаном команди «Лідса» віком до 11 років, а згодом представляв клуб на всіх вікових рівнях. Стюарт пішов до Херрінґтонської середньої школи та почав виступав за місцеві юнацькі клуби «Падсі Джуніорс» та «Холбек», а згодом і за «Фарслі Селтік». Після того, як професіональні клуби підписали ряд гравців його команди, Макколл почав вважати, що він вже впустив можливість стати професіональним гравцем. Однак під час товариського матчу, в якому зустрічались «Фарслі» та «Бредфорд Сіті», Макколл зумів вразити своєю грою тренера гостей Браяна Едвардса, і той вирішив дати юнаку шанс.

## Клубна кар'єра

### «Бредфорд Сіті»
В 16 років Макколл став виступати в молодіжній команді «Сіті», після того, як його підписав тренер «Фарслі Селтік» Джордж Малхолл в 1980 році. Свою дебютну гру за команду Стюарт провів під керівництвом наступника Малхолла, Роя Макфарленда, 28 серпня 1982 року у матчі-відкритті сезону проти «Редінґа», замінивши Сеса Подда на позиції правого захисника. До 29 січня 1983 року Макколл зіграв лише шість поєдинків, а після того, як команду очолив Тревор Черрі, Стюарт перейшов у півзахист та провів на полі 134 матчі. В тому сезоні «Сіті» фінішував лише 12-тим в третьому дивізіоні. У наступному сезоні через втрату свого лідера Боббі Кемпбелла, який перейшов до «Дербі Каунті», команда постійно зазнавала невдач, вигравши лише один з 15-ти старотових матчів. І тільки тоді, коли Черрі вдалося знов повернути Кемпбелла з «Дербі», «Бредфорд» здобув перемогу в 10 матчах поспіль та посів 7-ме місце в чемпіонаті.
Влітку 1984 року Черрі вдалося підписати ще двох ключових для команди гравців, центрального захисника Дейва Еванса та правого вінгера Джона Хендрі, і завершити сезон на одну сходинку вище ніж попередній. Макколл був ключовою фігурою в своїй команди в сезоні 1984—85 та допоміг «Бредфорд Сіті» виграти Третій дивізіон, забивши 8 м'ячів. Крім того, він був одним із тих гравців команди, який регулярно виходив на поле. Цей титул «Бредфорд» здобув в передостанній зустрічі проти «Болтон Вондерерз». Макколл забив другий гол у матчі, а команда перемогла з рахунком 2-0. Цю перемогу вшанували парадом перед останньою грою сезону, який пройшов 11 травня 1985 року, коли «Бредфорд» вирушав на матч проти «Лінкольн Сіті». Однак це трофей був затьмарений жахливою трагедією, коли на 40-й хвилині матчу спалахнула пожежа на головній трибуні Веллі Перейд, в результаті якої загинуло 56 чоловік, а батько Стюарта, який в той час спостерігав за грою з іншими членами родини, дістав тяжкі ушкодження. Одразу після пожежі, Макколл, який не встиг навіть преодягтись, вирушив на пошуки батька. Спочатку він заїхав до будинку сестри, а потім до Бредфордської Королівської лікарні та знайшов його лише у Піндерфілдському госпіталі. Його батько отримав тяжкі опіки і портребував пересадки тканини на руках та на голові, і змушений був залишатись у лікарні впродовж декількох тижнів.
Наступні 19 місяців «Бредфорд Сіті» не міг проводити матчі на «Веллі Перейд». Черрі та його підопічні перетворились в дуже згуртований колектив: вони відвідували похорони жертв трагедії та брали участь в інших заходах клубу, а в Другому дивізіоні «Бредфорд Сіті» посів 13-те місце, яке стало головним досягненням команди. Після того, як фани «Лідс Юнайтед» підпалили вантажівку біля «Одсел Стедіум», Макколл став із презирством ставитись до «Лідса», команди, за яку він почав вболівати ще хлопчиком. Макколлу виповнився 21 рік, коли його було обрано капітаном клубу у листопаді 1986 року, тому, що попередній капітан Пітер Джексон залишив команду, перейшовши до «Ньюкасл Юнайтед». Під керівництвом нового наставника Террі Долана, який замінив на цій посаді Черрі, команда фінішувала 10-ю в сезоні 1986—87. Як і Джексон, Макколл та Хендрі також хотіли виступати за клуб Першого дивізіону, однак в 1987 році погодились провести ще один сезон у команді.
Долан придбав Пола Томлінсона, Браяна Мітчелла, Лі Сіннотта, щоб допомогти Макколлу та Хендрі вийти до вищого дивізіону. Спочатку команда грала доволі вдала та посідала верхні сходинки в турнірній таблиці, але невдовзі після зимової перерви, раптом почала втрачати темп і виключилась з боротьби. Крім того, «Бредфорд» втратив важливе очко в останньому матчі сезону, поступившись «Іпсвіч Тауну» 2-3, а потім програв «Мідлсбро» ігри плей-оф. В червні 1988 року, Макколл залишив команду та підписав контракт з «Евертоном» на суму 850.000 фунтів. На той момент він вже мав 238 зіграних поєдинків в чемпіонаті та 37 забитих м'ячів, а загальна статистика його кар'єри становила 285 матчів та 47 голів. Пізніше Макколл розповів в своїй автобіографії, Справжній Макколл, про невдачу «Сіті» посилити склад команди та підвищення до вищого дивізіону.
| “                                  | Я думав про день закриття трансферного вікна і Турдофф сказав, що нам слід когось продати, перш ніж купити. Декілька нових виконавців могли б значно підсилити команду, і я був цілком впевнений, що ми зможемо підвищитись до Першого дивізіону, однак цього не сталося. І не через те, що нам не пощастило, а лише через те, що нам просто забракло амбіцій. | „ |
| —Стюарт Макколл, Справжній Макколл | |   |

### «Евертон»
Макколл прийшов до «Евертона» якраз в ті часи, коли легендарна команда 80-х майже розпалась, крім того, заборона англійським клубам виступати в Єврокубках позначила досить невдалий період на «Гудісон Парк». Його дебют у складі «Евертона» прийшовся на 27 серпня 1988 року, коли іриски перемогли «Ньюкасл Юнайтед» з рахунком 4-0, зіпсувавши дебют колишньому одноклубнику Стюарта, Джону Хендрі, який проводив свою першу гру за нову команду. 14 грудня 1988 року Макколл повернувся на «Веллі Перейд» на матч Кубка ліги, де його «Евертон» поступився «Бредфорду» з рахунком 1-3 і вибув з подальшої боротьби. У сезоні 1988—89 Стюарт зіграв 29-ти поєдинках, в яких він виходив зі стартових хвилин, і ще 4 рази виходив на заміну. Також Макколл вийшов на заміну у фіналі Кубка Англії 1989 та зрівняв рахунок в Мерсісайдському дербі проти «Ліверпуля», перевівши гру в екстра-тайм. В доданий час 14 номер «Евертон» ще раз зрівняв рахунок, чудовим ударом з-за меж карного майданчика відправив м'яч у лівий від Брюса Гроббелара кут, не залишивши тому жодного шансу. Проте валлійський нападник «Ліверпуля» Ієн Раш, який також вийшов на заміну, забив переможний гол, замкнувши передачу Джона Барнса з лівого фланга та приніс перемогу своїй команді з рахунком 3-2.
Свою другу гру за «Евертон» Макколл також зіграв на «Веллі Перейд», коли його запросив колишній одноклубник Марк Елліс взяти участь в своєму прощальному матчі. За три роки на «Гудісон Парк» Макколл провів 103 поєдинки, а також встиг дебютувати у складі національної збірної Шотландії. Однак Стюарту так і не вдалося здобути з «Евертоном» жодного трофею, команда постійно знаходилась в середині турнірної таблиці і за ці роки посіла лише 8-ме, 6-те та 9-те місця.

### «Рейнджерс»
В 1991 році Макколл перейшов в шотландський «Рейнджерс» за 1.2 мільйони фунтів, в команду, яка щойно виграла свою третю поспіль Прем'єр-лігу. Під керівництвом Волтера Сміта, Макколл шість разів поспіль вигравав чемпіонат та допоміг «Рейнджерс» стати топовим клубом ліги, після тих невдалих років, коли команді завжди доводилось наздоганяти «Селтік» та «Абердин» в боротьбі за «золото». У своєму першому сезоні на «Айброкс», його «Рейнджерс» спочатку став чемпіоном країни та зробив кубковий «дубль», ставши володарем Кубка Шотландії та Кубка Ліги. А вже в сезоні 1992—93 команда святкувала свій найбільший успіх —- в обох фіналах кубків, «Рейнджерс» здолав «Абердин» з однаковим рахунком 2-1 та фінішував першим в чемпіонаті, обійшовши своїх головних конкуренів на 9 очок. Згодом Макколл дебютував в єврокубках, де його клуб мав чудову нагоду вийти до фіналу Ліги Чемпіонів 1993 року, однак «Рейнджерс» посів друге місце в півфінальній групі та пропустив перед собою французький «Марсель», який і став володарем трофею. У сезоні 1993—94 «Рейнджерс» виграв ще один Кубок Ліги та національну першість, однак поступився «Данді Юнайтед» у фіналі Кубка Шотландії з рахунком 1-0. В наступному сезоні «Рейнджерс» виграв чемпіонат з відривом в 15 очок від найближчого переслідувача команди «Мотервелл», однак, цього разу команді не вдалося завоювати жоден з кубків. В сезоні 1995-96 гандікап «Рейнджерс» на фініші від «Селтіка» становив лише 4 очки, втім, команда встановила новий рекорд ліги, набравши 87 очок за сезон. Макколл взяв участь в четвертому для себе Кубку Шотландії, в якому «Рейнджерс» здобув перемогу над «Хартс» з розгромним рахунком 5-1. «Рейнджерс» знов обійшов «Селтік» в чемпіонських перегонах в сезоні 1996—97, та взяв реванш у «Хартс», перегравши сердець у фіналі Кубка Ліги з рахунком 4-3. В наступному сезоні «Рейнджерс» змагався за 10-й поспіль трофей чемпіонату, але в останньому турі їх обійшов «Селтік» на два очки. Цей сезон виявився найбільш невдалим для Макколла на «Айброкс», його команда не змогла виграти жодного трофею та припинила боротьбу за обидва кубки.
У лютому 2008 року, Макколл став 71-м номінантом до зали слави «Рейнджерс». Під час церемонії, Макколл отримав нагороду від свого колишнього одноклубника по «Рейнджерс», Аллі Маккойста.

### Повернення до «Бредфорда»
Контракт Макколла з «Рейнджерс» закінчувався в 1998 році, але більшість гравців тієї команди, яку створив Волтер Сміт вже залишили її, і Макколл також мав право перейти на правах вільного агента в один з англійських клубів.
Першими командами, які проявили зацікавленість у придбанні Макколла були «Барнслі» та «Хаддерсфілд Таун», проте Стюарт вирішив приєднатись до своєї колишньої команди — «Бредфорд Сіті», де одразу ж був призначений її капітаном. Молодий наставник команди Пол Джуелл мав на меті створити міцний та дружній колектив для боротьби з клубами Прем'єр-ліги, тому вирішив дещо підсилити склад, придбавши центрального півзахисника Ґарета Веллі та нападника Лі Міллза, який згодом став найкращим бомбардиром «Бредфорда». Однак сезон для Бредфорд Сіті" розпочався не дуже вдало — команда здобула лише одну перемогу в семи стартових поєдинках. Проте в другій частині сезону, «Сіті» вже змагався з «Іпсвіч Тауном» та «Бірмінгем Сіті» за другу позицію, яка надавала право на підвищення до Прем'єр-ліги, та постійно наздоганяв «Сандерленд», який очолював турнірну таблицю. Також Джуелл підписав ще двох виконавців, які виступали в команді на правах оренди, Лі Шарпа та Діна Віндасса, щоб вже остаточно забезпечити місце в зоні підвищення в матчі передостаннього туру проти аутсайдера ліги «Оксфорд Юнайтед». Проте, матч закінчився нульовою нічиєю, а Стюарт змарнував прекрасну нагоду забити переможний гол на останніх хвилинах зустрічі, і тим самим, вихід до Прем'єр-ліги мав вже вирішуватись вже в останньому турі чемпіонату. День потому, Макколл був названий найкращим гравцем року в своїй команді. 9 травня 1999 року «Бредфорд» переміг «Вулверхемптон» з рахунком 3-2 на «Моліно» та забезпечив собі право грати у Прем'єр-лізі, обійшовши в турнірній таблиці «Іпсвіч Таун», команду, яка завадила Макколлу та «Бредфорд Сіті» пробитись до Вищого дивізіону 11 років тому.

Сезон 1999-00 для «Бредфорда» став першим за останні 77 років в топ-дивізіоні. Джуелл підписав ще декількох досвідчених виконавців — захисника Девіда Везерола, нападника Діна Сондерса та півзахисника Ніла Редферна; однак ці придбання не дуже допомогли «Сіті», бо команда постійно знаходилась на дні турнірної таблиці. Проте, «Бредфорд Сіті» непогано виступав на своєму власному полі — 26 із 36 набраних очок за сезон, команда здобула саме на «Веллі Перейд». Ці 36 балів врятували клуб від вильоту понищення до Першого дивізіону; два останні з яких, були здобуті в останньому турі, коли «Бредфорд Сіті» переміг «Ліверпуль» з рахунком 1-0.
 Джуелл залишив команду по завершенні сезону, а Макколл був призначений як асистент нового керманича «Бредфорда» Кріса Хатчінґса. А коли після 12-и матчів в сезоні 2000-01 Хатчінґса звільнили, Макколл очолив команду як виконувач обов'язків головного тренера та провів на цій тимчасовій посаді два поєдинки. В тому сезоні «Бредфорд Сіті» посів останню сходинку в турнірній таблиці, набравши лише 26 очок. А в передостанньому турі, під час Західно-йоркширського дербі проти «Лідс Юнайтед», в якому команда поступилась з рахунком 6-1, між МакКоллом та його партнером Енді Маєрсом виникла бійка.
Макколл залишився в команді ще на один сезон, але в травні 2002 року залишив «Бредфорд», який вже очолював Ніккі Ло. В цей час клуб вперше в своїй історії опинився в скрутному фінансовому становищі, фінішувавши 15-м у Першому дивізіоні. Проте продовження кар'єри Макколла в «Бредфорд Сіті» залишалось невирішеним у грудні 2001 року, ще до приходу Ло до команди; при керівництві попереднього наставника Джима Джеффріза — напередодні гри під час тренування, між тренером та гравцем виникла суперечка. Тому Джеффріз залишив Макколла на лаві запасних під час матчу проти «Манчестер Сіті», який «Бредфорд Сіті» програв 3-1. Однак в тому випадку неправим був саме Джеффріз, і вже через тиждень він був звільнений з посади головного тренера президентом «Бредфорда» Джеффрі Річмондом. У квітні 2002, Стюарт Макколл провів свій прощальний матч на «Веллі Перейд», в якому зустрілися «Бредфорд» та «Рейнджерс» в присутності 21-ї тисячі вболівальників. Згодом через дав роки, Макколл провів ще один поєдинок у складі «Бредфорд Сіті». Цього разу у рамках програми «Збережіть наше місто», яку влаштувала Бредфордська вечірня газета, Telegraph & Argus, щоб покращити фінансове становище клубу, який вже вдруге опинився на межі банкрутства.

### «Шеффілд Юнайтед»
В липні 2002 року Макколл перейшов до «Шеффілд Юнайтед» та зіграв дуже важливу роль у своїй новій команді. Незважаючи на свої 38, вік, який вважається достатньо солідним для футболіста, Стюарт продовжував виступати, а також тренувати другу команду «Шеффілда», з якою він виграв чемпіонат серед дублерів. За два роки проведених у складі «Шеффілда», Макколл зіграв 71 матч та відзначився двома голами, один з яких став переможним у грі проти свого колишнього клубу «Бредфорд Сіті». В складі «Юнайтед» він грав у матчі плей-оф Першого дивізіону в 2003 році, а також у півфіналах обох тогорічних кубків. Проте Макколл та Дін Віндасс, який також прийшов до «Шеффілда», не змогли взяти участі у фіналі плей-оф, а їх команда поступилась «Вулверхемптону» з рахунком 3-0. В сезоні 2004-05 Макколл зіграв за «Шеффілд Юнайтед» всього два матчі в Кубку Ліги, та вирішив завершити кар'єру гравця за тиждень до свого 41-го дня народження. Загалом Макколл провів 763 матчі та за цим показником посідає 12-е місце серед усіх британських футболістів.

### Статистика виступів за клуби
| Клуб              | Сезон             | Ліга  | Ліга | Кубок | Кубок | Єврокубки | Єврокубки | Всього | Всього |
| Клуб              | Сезон             | Матчі | Голи | Матчі | Голи  | Матчі     | Голи      | Матчі  | Голи   |
| ----------------- | ----------------- | ----- | ---- | ----- | ----- | --------- | --------- | ------ | ------ |
| «Бредфорд Сіті»   | 1982-83           | 28    | 4    | 2     | 0     | 0         | 0         | 30     | 4      |
| «Бредфорд Сіті»   | 1983-84           | 46    | 5    | 4     | 0     | 0         | 0         | 50     | 5      |
| «Бредфорд Сіті»   | 1984-85           | 46    | 8    | 7     | 1     | 0         | 0         | 53     | 9      |
| «Бредфорд Сіті»   | 1985-86           | 38    | 4    | 4     | 2     | 0         | 0         | 42     | 6      |
| «Бредфорд Сіті»   | 1986-87           | 36    | 7    | 4     | 1     | 0         | 0         | 40     | 8      |
| «Бредфорд Сіті»   | 1987-88           | 44    | 9    | 9     | 2     | 0         | 0         | 53     | 11     |
| «Бредфорд Сіті»   | Всього            | 238   | 37   | 30    | 6     | 0         | 0         | 268    | 43     |
| «Евертон»         | 1988-89           | 33    | 0    | 9     | 4     | 0         | 0         | 42     | 4      |
| «Евертон»         | 1989-90           | 37    | 3    | 11    | 0     | 0         | 0         | 48     | 3      |
| «Евертон»         | 1990-91           | 33    | 3    | 9     | 0     | 0         | 0         | 42     | 3      |
| «Евертон»         | Всього            | 103   | 6    | 29    | 4     | 0         | 0         | 132    | 10     |
| «Рейнджерс»       | 1991-92           | 36    | 1    | 7     | 0     | 2         | 2         | 45     | 3      |
| «Рейнджерс»       | 1992-93           | 36    | 5    | 9     | 1     | 9         | 0         | 54     | 6      |
| «Рейнджерс»       | 1993-94           | 34    | 3    | 8     | 0     | 2         | 0         | 44     | 3      |
| «Рейнджерс»       | 1994-95           | 30    | 2    | 4     | 1     | 2         | 0         | 36     | 3      |
| «Рейнджерс»       | 1995-96           | 21    | 3    | 5     | 1     | 7         | 0         | 33     | 4      |
| «Рейнджерс»       | 1996-97           | 7     | 0    | 2     | 0     | 4         | 0         | 13     | 0      |
| «Рейнджерс»       | 1997-98           | 30    | 0    | 8     | 0     | 2         | 0         | 40     | 0      |
| «Рейнджерс»       | Всього            | 194   | 14   | 43    | 3     | 28        | 2         | 265    | 19     |
| «Бредфорд Сіті»   | 1998-99           | 43    | 3    | 5     | 0     | 0         | 0         | 48     | 3      |
| «Бредфорд Сіті»   | 1999-00           | 34    | 1    | 4     | 0     | 0         | 0         | 38     | 1      |
| «Бредфорд Сіті»   | 2000-01           | 37    | 1    | 2     | 0     | 4         | 0         | 43     | 1      |
| «Бредфорд Сіті»   | 2001-02           | 43    | 3    | 3     | 1     | 0         | 0         | 46     | 4      |
| «Бредфорд Сіті»   | Всього            | 157   | 8    | 14    | 1     | 4         | 0         | 175    | 9      |
| «Шеффілд Юнайтед» | 2002-03           | 34    | 0    | 11    | 0     | 0         | 0         | 45     | 0      |
| «Шеффілд Юнайтед» | 2003-04           | 37    | 2    | 5     | 0     | 0         | 0         | 42     | 2      |
| «Шеффілд Юнайтед» | 2004-05           | 0     | 0    | 2     | 0     | 0         | 0         | 2      | 0      |
| «Шеффілд Юнайтед» | Всього            | 71    | 2    | 18    | 0     | 0         | 0         | 89     | 2      |
| Всього за кар'єру | Всього за кар'єру | 763   | 67   | 134   | 14    | 32        | 2         | 929    | 83     |

## Національна збірна Шотландії

### Дебют
У 1984 році Макколл одночасно отримав запрошення виступати за молодіжні збірні Англії та Шотландії віком до 21-го року, і Стюарт вирішив обрати англійську збірну та вирушив на дебютну гру проти збірної Туреччини. Однак він так і не зумів дебютувати в тому матчі, залишившись на лаві запасних протягом усіх 90 хвилин. Згодом він розповів про цей епізод столичній газеті Glasgow Herald:
| “ | З самого початку я відчував, що помилився, обравши англійську збірну. Той матч я розпочав на лаві запасних, а тренери планували випустити мене лише на останні хвилини зустрічі. Однак я вирішив потягнути час, постійно перешнуровуючи бутси та розминаючись біля поля, і тренерам не довелось скористатись цією заміною. | „ |
|   | |   |

В результаті за Макколлом знов залишалось право вибору між Англією та Шотландією, проте цього разу він зробив свій вибір на останній команді, через те, що батько його був шотландцем. Свій дебютний матч за молодіжну збірну Шотландії провів у березні 1988 року, за іронією долі, проти збірної Англії. Макколл провів ще один поєдинок у складі молодіжної збірної, цього разу проти команди Франції у 1990 р.
В березні того ж року, Стюарт отримав свій перший виклик до лав національної збірної Шотландії на товариську зустріч проти команди Аргентини. Макколл дебютував 28 березня під керівництвом Енді Роксбурга, вийшовши у стартовому складі та відігравши увесь матч. Збірна Шотландії перемогла аргентинців на «Гемпден Парк» з рахунком 1-0, завдяки голу захисника «Абердина» Стюарта Маккіммі.

### Чемпіонат світу 1990
Стюарт Макколл не брав участі у кваліфікації до чемпіонату світу 1990 року, який мав пройти на полях Італії. У своїй відбірковій групі команда Роксбурга фінішувала другою, обійшовши Францію на одне очко, та поїхала на свій п'ятий поспіль чемпіонат світу. Однак Макколл узяв участь в 5-ти товариських зустрічах, які були заплановані у рамках підготовки команди до світової першості. В них він виглядав доволі непогано і згодом був обраний Роксбургом до списку 22 гравців, які вирушали до Італії. Напередодні стартового матчу проти збірної Коста-Рики, півзахиснику «Евертона» виповнилось 24 роки. Гру проти костариканців Стюарт розпочав зі стартових хвилин та провів повністю. Збірна Шотландії сенсаційно поступились команді, яка лише дебютувала на Чемпіонаті світу. Переможний гол у зустрічі забив півзахисник los Ticos Хуан Каяссо, який після чудово розіграної комбінації, отримав пас п'ятою від Клаудіо Хара в карному майданчику, вийшов віч-на-віч з Джимом Лейтоном та легко переграв шотландського голкіпера. Підопічні Роксбурга мали багато нагод, щоб принаймні зрівняти рахунок, однак ними не скористались. Хоча в цьому їм завадила надійна гра воротаря костариканців Луїса Конехо, який декілька разів рятував команду від голу.
Після поразки в стартовому матчі, збірній Шотландії вкрай необхідно було перемагати в наступному турі команду Швеції. Макколл знов вийшов у стартовому складі та провів на полі усі 90 хвилин. Проте вже на 10-й хвилині свого перебування на «Стадіо Луїджі Ферраріс», Макколл вивів свою команду вперед — після подачі кутового, Стюарт у боротьбі із захисниками зумів першим замкнути передачу та відкрити лік своїм голам у національній команді. Той м'яч став для нього першим і єдиним у футболці збірної. Збірна Шотландії перемогла з рахунком 2-1, завдяки голу нападника «Рейнджерс» Моріса Джонстона, який вдало реалізував пенальті, зароблений капітаном команди Роєм Ейткеном.
У заключному турі групового етапу на команду Роксбурга чекали триразові чемпіони світу — збірна Бразилії. Макколл знову грав з перших хвилин, а пару в півзахисті йому складав Пол Макстей. Його команда мала гарний шанс відкрити рахунок у матчі — Стюарт подав кутовий з правого флангу точнісінько на голову Ейткену, а той пробив у лівий від Таффарела кут. І лише гра захисника «Порту» Бранко, який в останню мить вибив м'яч з лінії воріт, врятувала свою команду від пропущеного голу. Збірну Бразилії теж постійно загрожувала воротам Лейтона, марнувавши момент за моментом. Проте в кінці зустрічі все-таки змогла здобути перемогу. На 81-й хвилині, Лейтон невдало відбив удар Алемао з-за меж карного майданчика, а на добиванні парирував ще один удар від Кареки, однак м'яч відскочив до ніким неприкритого Мюллера, і той вразив вже порожні ворота. У шотландської збірної залишалось майже 10 хвилин, щоб врятувати матч, але їм так і не вдалося зрівняти рахунок. В результаті поразки підопічні Роксбурга посіли 3-є місце в групі, пропустивши в 1/8 збірну команду Коста-Рики. Виступ збірної на батьківщині вважали провальним, але федерація вирішила дати керманичу ще один шанс, тому новою метою було попадання на чемпіонат Європи 1992.

### Євро 1992
Відбірний цикл до чемпіонату Європи збірна Шотландії провела доволі успішно — в результаті вона фінішувала першою в своїй групі, обійшовши на одне очко збірні Швейцарії та Румунії, та здобула право вперше в своїй історії виступати у фінальній частині чемпіонату Європи. Макколл, який цього разу представляв в збірній клуб Шотландської Прем'єр-ліги «Рейнджерс», взяв участь в 5-и з 8-и відбіркових матчах та поїхав до Швеції як один з ключових виконавців в своїй команді. Збірна Шотландії потрапила до групи B, де грали збірні команди Нідерландів, СНД, а також чемпіони світу — збірна Німеччини.
Свій стартовий поєдинок збірна Шотландії проводила 12 червня в Гетеборзі з одним з фаворитів групи та і усього чемпіонату — збірної команди Голландії. На цей матч Рокбург випустив Макколла з перших хвилин зустрічі. Гра на «Уллеві» проходила в майже рівній боротьбі обох команд, і лише за невеликого домінування збірної Голландії, яка постійно намагались створити небезпеку біля воріт Енді Ґорама. Поєдинок так б і завершився нульовою нічиєю, якби не гол на 75-й хвилині, який забив нападник амстердамського «Аяксу» — майбутня зірка голландського футболу, Денніс Берґкамп. В наступному турі збірна Шотландії зустрілась з одною з найсильніших на той час команд планети —- збірною Німеччини. Проте ні МакКоллу, ні його партнерам так і не вдалося зупинити німців і команда поступилась з рахунком 2-0. Голи за збірну Німеччини забивали форвард римського «Лаціо» Карл-Хайнц Рідле та півзахисник мюнхенської «Баварії» Штефан Еффенберґ.
Після поразок в перших двох зустрічах, підопічні Роксбурга втратили будь-які шанси на вихід до наступного раунду змагань — тому гра проти збірної СНД вже нічого не вирішувала. Але саме цей матч був найвдаліший для шотландської збірної, яка доволі впевнено здобула перемогу 3-0. Вже на 7-й хвилині рахунок на «Ідроттспарку» відкрив півзахисник «Селтіка» Пол Макстей — м'яч після його удару спочатку влучив у штангу, а потім у спину воротаря Дмитра Харіна, від якого і перетнув лінію воріт. А через 10 хвилин його вже подвоїв гравець «Манчестер Юнайтед» Браян Макклер, удар якого рикошетом від захисника збірної СНД Кахабера Цхададзе, влетів у сітку, не залишивши шансів голкіперу. Третій гол в матчі забив Гері Макаллістер, який вдало реалізував 11-и метровий удар наприкінці поєдинку. Цей матч Стюарт провів повністю зі стартових хвилин та мав згоду зіграти проти своїх одноклубників по «Рейнджерс» — Олексія Михайличенка та Олега Кузнєцова. Для представників обох збірних чемпіонат завершився вже на груповій стадії — в наступний раунд вийшли збірні Голландії та Німеччини, останні стали віце-чемпіонами континенту, сенсаційно поступившись у фіналі збірній Данії з рахунком 2-0.

### Євро 1996
По закінченні європейської першості 1992 року, Шотландська федерація залишила Роксбурга біля керма національної команди, але після невдалих стартових матчів у відборі до чемпіонату світу 1994 року, його було звільнено, а місце наставника зайняв Крейг Браун. Але і Браун не зміг вправити становище в якому опинилась збірна — його команда поступилась головним конкурентам за путівку до США — збірним Італії, Португалії та Швейцарії, і втратила шанси потрапити на мундіаль, в результаті посіла лише 4-е місце у своїй відбірковій групі. Браун почав готуватися до наступного кваліфікаційного циклу — чемпіонату Європи 1996, який приймала Англія. Макколл зіграв у 4-ьох поєдинках та поїхав на європейську першість як гравець стартового складу збірної, яка забезпечила собі 2-е місце у своїй відбірковій групі, пропустивши вперед збірну Росії.
Макколл зіграв у дебютному матчі збірної на Євро проти команди Голландії, який завершився унічию 0-0. У другому турі команда Брауна зустрічалась зі своїм найпринциповішими суперниками — збірною Англії, які також втратили очки у стартовому поєдинку, зігравши унічию 1-1 з дебютантами Євро — збірною Швейцарії. Проти англійської збірної Стюарт вийшов з перших хвилин та відіграв матч повністю. Першими рахунок на «Вемблі» відкрили підопічні Террі Венейблза — нападник «Блекберна» Алан Ширер після подачі Гері Невілла з правого флангу, ударом головою відправив м'яч у сітку воріт Енді Ґорама, який помилився на виході. Згодом капітан англійської команди Тоні Адамс порушив правила у своєму карному майданчику на Ґордоні Дьюрі та італійський рефері П'єрлуїджі Пайретто призначив пенальті. Одинадцятиметровий удар у ворота Девіда Сімена взявся пробивати капітан збірної Шотландії — Гері Макаллістер. Втім голкіпер лондонського «Арсеналу» зумів вгадати напрямок удару та врятував свою команду від пропущеного голу. А вже через декілька хвилин збірна Англії збільшила свою перевагу. Даррен Андертон віддав чудову передачу на Пола Ґаскойна, і той, перекинувши м'яч через Коліна Хендрі, ефектним ударом вразив правий від Ґорама кут. Цей гол одноклубника МакКолла став прикрасою усього чемпіонату. Шотландська збірна так і не зуміла відквитати хоча б один м'яч і в результаті поступились господарям турніру з рахунком 0-2.
В третьому турі проти команди Швейцарії, шотландську збірну, щоб вийти до наступного раунду, влаштовувала лише перемога. І вони її здобули завдяки єдиному голу нападника «Рейнджерс» Аллі Маккойста, який після пасу Макаллістера, відправив м'яч у сітку воріт Марко Пасколо. Незважаючи на сприятливий результат, команда Брауна так і не змогла пройти до чвертьфіналу — за різницею забитих та пропущених м'ячів збірна Шотландії посіла лише 3-є місце в групі вслід за командами Англії та Голландії.

### Остання гра
По завершенні Євро, Макколл, якому вже виповнився 31 рік, почав все рідше викликатися Брауном до стану національної збірної, який вирішив омолодити склад команди. Стюарт відіграв в двох зустрічах в рамках відбірного циклу до чемпіонату світу 1998 року, а згодом провів свій останній матч за збірну. Це була товариська гра проти збірної Данії, яка відбулася на «Айброкс» 15 березня 1998 року, і в якій господарі поступились збірній Данії з мінімальним рахунком 0-1 завдяки голу Браяна Лаудрупа. В тому матчі Стюарт вийшов на заміну в другому таймі замість Скотта Джеммілла. Також Макколл мав шанс поїхати на чемпіонат світу 1998, однак Браун не включив його до заявки. Загалом за збірну Макколл зіграв 40 поєдинків, в яких відзначився одним голом.

### Матчі за збірну
| #   | Дата       | Стадіон                         | Суперник   | Рахунок | Турнір              | Голи | Місце      | Жовта картка · Червона картка | Капітан |
| --- | ---------- | ------------------------------- | ---------- | ------- | ------------------- | ---- | ---------- | ----------------------------- | ------- |
| 01. | 28-03-1990 | «Гемпден-Парк», Глазго          | Аргентина  | 1-0     | Товариський матч    | 0    | Шотландія  |                               |         |
| 02. | 25-04-1990 | «Гемпден-Парк», Глазго          | НДР        | 0-1     | Товариський матч    | 0    | Шотландія  |                               |         |
| 03. | 16-05-1990 | «Піттодрі Стедіум», Абердин     | Єгипет     | 1-3     | Товариський матч    | 0    | Шотландія  |                               |         |
| 04. | 19-05-1990 | «Гемпден-Парк», Глазго          | Польща     | 1-1     | Товариський матч    | 0    | Шотландія  |                               |         |
| 05. | 28-05-1990 | «Та-Калі Стедіум», Та-Калі      | Мальта     | 1-2     | Товариський матч    | 0    | Мальта     |                               |         |
| 06. | 11-06-1990 | «Стадіо Луїджі Ферраріс», Генуя | Коста-Рика | 0-1     | ЧС 1990             | 0    | Італія     |                               |         |
| 07. | 16-06-1990 | «Стадіо Луїджі Ферраріс», Генуя | Швеція     | 2-1     | ЧС 1990             | 10'  | Італія     |                               |         |
| 08. | 20-06-1990 | «Стадіо делле Альпі», Турин     | Бразилія   | 0-1     | ЧС 1990             | 0    | Італія     |                               |         |
| 09. | 17-10-1990 | «Гемпден-Парк», Глазго          | Швейцарія  | 2-1     | Відбір до Євро 1992 | 0    | Шотландія  |                               |         |
| 10. | 06-02-1991 | «Айброкс Стедіум», Глазго       | СРСР       | 0-1     | Товариський матч    | 0    | Шотландія  |                               |         |
| 11. | 01-05-1991 | «Стадіо Олімпіко», Серравалле   | Сан-Марино | 0-2     | Відбір до Євро 1992 | 0    | Сан-Марино |                               |         |
| 12. | 11-09-1991 | «Ванкдорф Штадіум», Берн        | Швейцарія  | 2-2     | Відбір до Євро 1992 | 0    | Швейцарія  |                               |         |
| 13. | 16-10-1991 | «Стяуа Стадіонул», Бухарест     | Румунія    | 1-0     | Відбір до Євро 1992 | 0    | Румунія    |                               |         |
| 14. | 13-11-1991 | «Гемпден-Парк», Глазго          | Сан-Марино | 4-0     | Відбір до Євро 1992 | 0    | Шотландія  |                               |         |
| 15. | 15-05-1992 | «Майл Хай Стедіум», Денвер      | США        | 0-1     | Товариський матч    | 0    | США        |                               |         |
| 16. | 20-05-1992 | «Варсіті Стедіум», Торонто      | Канада     | 1-3     | Товариський матч    | 0    | Канада     |                               |         |
| 17. | 03-06-1992 | «Уллевол», Осло                 | Норвегія   | 0-0     | Товариський матч    | 0    | Норвегія   |                               |         |
| 18. | 12-06-1992 | «Уллеві», Гетеборг              | Нідерланди | 1-0     | Євро 1992           | 0    | Швеція     |                               |         |
| 19. | 15-06-1992 | «Ідроттспарк», Норрчепінґ       | Німеччина  | 0-2     | Євро 1992           | 0    | Швеція     | 90'                           |         |
| 20. | 18-06-1992 | «Ідроттспарк», Норрчепінґ       | СНД        | 3-0     | Євро 1992           | 0    | Швеція     | 67'                           |         |
| 21. | 09-09-1992 | «Ванкдорф Штадіум», Берн        | Швейцарія  | 3-1     | Відбір до ЧС 1994   | 0    | Швейцарія  |                               |         |
| 22. | 14-10-1992 | «Айброкс Стедіум», Глазго       | Португалія | 0-0     | Відбір до ЧС 1994   | 0    | Шотландія  |                               |         |
| 23. | 28-04-1993 | «Ештадіу да Луж», Лісабон       | Португалія | 5-0     | Відбір до ЧС 1994   | 0    | Португалія |                               |         |
| 24. | 13-10-1993 | «Стадіо Олімпіко», Рим          | Італія     | 3-1     | Відбір до ЧС 1994   | 0    | Італія     |                               |         |
| 25. | 23-03-1994 | «Гемпден-Парк», Глазго          | Нідерланди | 0-1     | Товариський матч    | 0    | Шотландія  |                               |         |
| 26. | 20-04-1994 | «Ернст-Гаппель-Штадіон», Відень | Австрія    | 1-2     | Товариський матч    | 0    | Австрія    |                               |         |
| 27. | 27-05-1994 | «Галгенвард», Утрехт            | Нідерланди | 3-1     | Товариський матч    | 0    | Нідерланди |                               |         |
| 28. | 07-09-1994 | «Олюмпіастадіон», Гельсінкі     | Фінляндія  | 0-2     | Відбір до Євро 1996 | 0    | Фінляндія  |                               |         |
| 29. | 16-11-1994 | «Гемпден-Парк», Глазго          | Росія      | 1-1     | Відбір до Євро 1996 | 0    | Шотландія  |                               |         |
| 30. | 18-12-1994 | Олімпійський стадіон, Афіни     | Греція     | 1-0     | Відбір до Євро 1996 | 0    | Греція     | ЖК                            |         |
| 31. | 16-08-1995 | «Гемпден-Парк», Глазго          | Греція     | 1-0     | Відбір до Євро 1996 | 0    | Шотландія  |                               |         |
| 32. | 24-04-1996 | «Паркен Стадіон», Копенгаген    | Данія      | 2-0     | Товариський матч    | 0    | Данія      |                               |         |
| 33. | 26-05-1996 | «Віллоу-Брук-Парк», Нью-Бритен  | США        | 2-1     | Товариський матч    | 0    | США        |                               |         |
| 34. | 29-05-1996 | «Маямі Оранж Боул», Маямі       | Колумбія   | 1-0     | Товариський матч    | 0    | США        |                               |         |
| 35. | 10-06-1996 | «Вілла Парк», Бірмінгем         | Нідерланди | 0-0     | Євро 1996           | 0    | Англія     |                               |         |
| 36. | 15-06-1996 | «Вемблі Стедіум», Лондон        | Англія     | 0-2     | Євро 1996           | 0    | Англія     |                               |         |
| 37. | 18-06-1996 | «Вілла Парк», Бірмінгем         | Швейцарія  | 1-0     | Євро 1996           | 0    | Англія     | 29'                           |         |
| 38. | 31-08-1996 | «Ернст-Гаппель-Штадіон», Відень | Австрія    | 0-0     | Відбір до ЧС 1998   | 0    | Австрія    |                               |         |
| 39. | 05-10-1996 | «Даугава», Рига                 | Латвія     | 0-2     | Відбір до ЧС 1998   | 0    | Латвія     |                               |         |
| 40. | 25-03-1998 | «Айброкс Стедіум», Глазго       | Данія      | 0-1     | Товариський матч    | 0    | Шотландія  |                               |         |

### Голи за збірну
| #  | Дата            | Місце         | Суперник | Рахунок | Результат | Турнір  |
| -- | --------------- | ------------- | -------- | ------- | --------- | ------- |
| 1. | 16 червня, 1990 | Генуя, Італія | Швеція   | 2-1     | перемога  | ЧС 1990 |

## Тренерська кар'єра

### Початок тренерської кар'єри
В липні 2000 року Макколл був призначений асистентом керманича «Бредфорда» Кріса Хатчінґса, а після того як Хатчінґса було звільнено, Стюарт очолив команду як виконувач обов'язків головного тренерана та провів на цій тимчасовій посаді два поєдинки. В першій грі підопічні Макколла зустрічались проти колишнього клубу Стюарта, «Евертона», який очолював колишній наставник «Рейнджерс» Волтер Сміт та поступились з рахунком 0-1. Наступний матч Макколл знов програв, після чого був призначений новий керманич команди Джим Джеффріз.
Після того, як Макколл залишив «Бредфорд», перейшовши до «Шеффілд Юнайтед», він вирішив спробувати себе як тренер. По завершенні кар'єри гравця в 2004 році Макколл був призначений асистентом Ніла Ворнока в «Шеффілд Юнайтед». Працюючи пліч-о-пліч з Ворноком, він допоміг команді пробитись до Прем'єр-ліги в 2006 році. В сезоні 2006-07 «Шеффілд Юнайтед» був понижений до Першого дивізіону, а через три дні після останнього туру чемпіонату, Ворнок подав у відставку. Макколл вирішив, що цей сезон буде останній для нього на посаді помічника, сподіваючись очолити команду як головний тренер, а коли керманичем було призначено Браяна Робсона, Стюарт залишив клуб, в якому провів п'ять років.

### «Бредфорд»
У своїй автобіографії Макколл зізнався, що хоче тренувати «Бредфорд Сіті».
| “                                  | В майбутньому я був би не проти очолити «Бредфорд Сіті». | „ |
| —Стюарт Макколл, Справжній Макколл |                                                          |   |

Ходило багато чуток про те, що Макколл стане тренувати «Бредфорд Сіті», і лише після відставки тренера команди Коліна Тодда 12 лютого 2007 року, президент клубу Джуліан Роудз назвав МакКолла головним кандидатом на цю посаду і висловив імовірність того, що Стюарт очолить команду вже влітку. А на цей час виконуючим обов'язки головного тренера було призначено капітана команди Девіда Везеролла. 18 травня 2007 року Макколла призначено новим керманичем «Бредфорда Сіті», в якому він починав як гравець, а вже 1 червня 2007, він приступив до виконання своїх тренерських зобов'язань. Пройшло майже сім років з того часу, коли Макколл останній раз очолював «Бредфорд Сіті», команду, яка протягом останніх років мала фінансові труднощі і постійно знаходилась на межі банкрутства, та в результаті чого, була понижена до Другого дивізіону, де мала грати вперше за останні 25 років. Після повернення на «Веллі Перейд», в своєму першому сезоні в «Бредфорді», Макколл поставив собі на меті повернути команду до Першого дивізіону.
Коли Макколл прийняв «Бредфорд Сіті», в команді було лише 13 гравців, тому Стюарту довелось провести чималу селекційну роботу, в результаті якої команду поповнив ряд нових виконавців — захисник Даррен Вільямс, півзахисники Кайл Нікс, Алекс Роудз, Скотт Філан і нападники Баррі Конлон, Ґілен Ндумбу-Нсунґу та Пітер Торн. Свою першу перемогу як тренер Макколл здобув 25 серпня 2007 в поєдинку проти «Рексгема», коли вийшовший на заміну Люк Медлі приніс команді перемогу вже на останніх хвилинах матчу. Але незважаючи на завдання, команда Макколла провела більшу частину сезону на дні турнірної таблиці. У січні 2007 року «Бредфорд Сіті» все ще залишався на 15-й позиції в Другій лізі, а Макколл розповів місцевій газеті Telegraph and Argus, що йому шкода того, що команді не вдалося досягти поставленних цілей. Після зимової перерви «Бредфорд» значно додав і завершив сезон на 10-й сходинці.
Попри те, що «Бредфорд Сіті» не потрапив до зони плей-офф, на думку букмекерів клуб знов був серед претендентів на підвищення в наступному сезоні 2008—09. Макколл відмовився від послуг 13 гравців своєї команди та замінив їх більш досвідченими виконавцями з вищих ліг, серед яких Майкл Боулдінг, один з найкращих бомбардирів Другої ліги попереднього сезону. Сезон 2008—09 підопічні Макколла розпочали досить вдало і вже після п'яти перемог в шести стартових зустрічах чемпіонату, «Бредфорд Сіті» вперше за останні 7 років очолив турнірну таблицю. І після того, як після завершення першої частини сезону «Бредфорд Сіті» залишився в зоні плей-оф, у січні 2009 року керівники клубу Джуліан Роудз та Марк Лон запропонували Макколлу новий контракт. А вже через місяць Лон підтримав Макколла після того, як вболівальники клубу почали критикувати тренера за те, що команда здобула лише одну перемогу в останніх дев'яти зустрічах. Також впродовж цієї серії поразок Макколл був покараний Футбольною Асоціацією за оскарження рішення рефері під час матчу проти «Лутон Тауна». У лютому Макколл продовжив дію контракту з клубом до 2011 року та поставив собі за мету підвищити клуб до Першого дивізіону. Однак вже через місяць, після того, як «Бредфорд Сіті» програв «Борнмуту» 4-1 та зазнав п'яту виїзну поразку поспіль, Макколл заявив, що піде у відставку якщо його команда не фінішує у зоні плей-оф. «Ніщо мене так не ображає як я сам, але це просто — якщо ми упустимо свій шанс, думаю, що я не заслуговую бути в цій команді» — сказав керманич «Бредфорд Сіті».

### Тренерська статистика
Оновлено 11 квітня 2009.
| Клуб            | Країна | З                | По                | Статистика | Статистика | Статистика | Статистика | Статистика       |
| Клуб            | Країна | З                | По                | Матчі      | Перемоги   | Нічиї      | Поразки    | Відсоток перемог |
| --------------- | ------ | ---------------- | ----------------- | ---------- | ---------- | ---------- | ---------- | ---------------- |
| «Бредфорд Сіті» | Англія | 6 листопада 2000 | 20 листопада 2000 | 2          | 0          | 0          | 2          | 00.00            |
| «Бредфорд Сіті» | Англія | 22 травня 2007   | Зараз             | 96         | 35         | 23         | 38         | 36.46            |

## Стиль гри
Макколл як центральний півзахисник відзначався дуже гарною швидкістю, сміливими підкатами, а також хорошою реалізацією, забиваючи в середньому один гол в десяти матчах. Незважаючи на свою позицію в центрі поля, Макколл був вкрай дисциплінованим гравцем і рідко отримував попередження, а свою єдину червону картку в кар'єрі він отримав на останній хвилині зустрічі проти «Чарльтона» 4 листопада 2000 року, коли його команда поступилась з рахунком 2-0. Ще Макколл був гравцем, що «ніколи не здається» та забив чималу кількість м'ячів на останніх хвилинах. З найпам'ятніших його голів є той, який Стюарт забив у фіналі Кубка Англії 1989 року, перевівши гру в доданий час. Макколл був натхненним гравцем з сильним бажанням перемогти, і навіть в останні роки своєї кар'єри, його тренер Ніл Ворнок називав Стюарта футболістом «сповненим енергії та амбіцій».

## Досягнення

### Гравець
- «Бредфорд Сіті»
  - Третій Дивізіон (1): 1984—1985
- «Евертон»
  - Кубок Англії: 1988—1989 фіналіст
  - Кубок повноправних членів: 1988—1989 фіналіст
- «Рейнджерс»
  - Шотландська Прем'єр Ліга (6): 1991—1992, 1992—1993, 1993—1994, 1994—1995, 1995—1996, 1996—1997
  - Кубок Шотландії (3): 1991—1992, 1992—1993, 1993—1994
  - Кубок Ліги (2): 1992—1993, 1993—1994
- 'Індивідуальні
  - Команда року
    - Другий Дивізіон: 1987, 1988